# Afganisztáni tádzsikok
A tádzsikok többsége a mai Afganisztánban él. Az afgán tádzsikokat gyakran nevezik farszivánoknak, ami annyit tesz perzsául beszélő. A másik nevük dehkon vagy dihgán, ami földművest vagy falusit jelent.
Afganisztán elitjének nagy része tádzsik nemzetiségű, ezért befolyásos pozíciókkal bírnak az élet minden területén.
A pastukkal ellentétben nem élnek törzsekben, ez a szerveződés már nagyon régen eltűnt náluk. Főleg földművesek és kézműiparosok, a hegyvidéken viszont sokuk folytat nomád életmódot.
Afganisztánban a tádzsik név gyakran általánosító megnevezés minden északon élő etnikai csoportra, ezért sokszor még az ott élő török türkméneket és üzbégeket is egyszerűen tádzsikoknak hívják, ami egyszerűen azt takarja, hogy ők nem élnek törzsi közösségekben, mint a pastuk.

## Népesség
A tádzsikok a pastuk után Afganisztán második legnépesebb etnikai csoportja. Az ország lakosságának körülbelül 25-27%-át teszik ki, de pontos számuk bizonytalan, talán 9,5-11,5 millió között lehet.
Elmondható ugyan, hogy mind tádzsikként (tehát külön etnikai csoportként) azonosítják magukat, kulturális és nemzetiségi jellemzőik sajátosak, de nincs közös nemzetiségtudatuk.

## Terület
A tádzsikok az 1979 és 1989 közötti szovjet háború előtt főleg a városi lakosságot alkották, így még a főváros Kabul is főként tádzsik nemzetiségű volt. Továbbá az északkeleti hegyvidék számított az afgán tádzsikok legfőbb lakóhelyének. Azóta már Észak-, Északkelet- és Nyugat-Afganisztán területére koncentrálódnak. Tádzsik lakosú afgán tartományok Badahsán, Parván, Tahár, Baglán, Szamangán, Balh és Pandzsír.
Kabulban és környékén az utóbbi évtizedekben erősen csökkent a tádzsikok száma. Nyugat-Afganisztánban főleg Herátban és környékén élnek tádzsikok, ahol is a többségi nemzetiséget alkotják.
A hegyvidéki és síkvidéki tádzsikok társadalmilag éles kontrasztban állnak egymással: utóbbiak városi lakosokként jómódúak, tanultabbak és fontos pozíciókat töltenek be, míg a hegyvidéki pásztorkodó tádzsikok rendkívüli szegények.

## Történelmük
A tádzsik területeket az orosz hódítás vágta ketté a 19. század végén. A tádzsikok viszont csak részben kerültek orosz uralom alá, mivel nagyon sokan vándoroltak át Afganisztánba. A bolsevikok hatalomra jutását követően is rengeteg tádzsik hagyta el a mai Tádzsikisztánt, s így az afgán tádzsikok száma még jobban megnőtt.
A Szovjet-Oroszország kialakította a Tádzsik SZSZK-t, amelynek hivatalos nyelve a helyi perzsa nyelvjárás sztandardizált változata, a tádzsik lett, melyet cirill betűkkel írnak ma is. Az elsődleges nyelv viszont az orosz lett.
A tádzsikisztáni vezetéknevekhez a mai napig hozzátartozik a szláv -ov családnévképző, amely az afgán tádzsikoknál természetesen hiányzik.
Mindez nem vetett jelentősebb különbséget a két tádzsik etnikum közé, jóllehet az afgán tádzsikoknál az iszlámhoz való kötődés mindig is erősebb volt, ellentétben a tádzsikisztániak a szovjet uralom hatására, főleg a városokban szekularizálódtak.
Sem itt, sem Tádzsikisztánban nem alakult ki sajátos társadalmi struktúra, mint a pastuknál. A kötődési minták a falvak, klánok, családok körül jönnek létre ma is.
A tádzsikok felemelkedése és befolyása ugyanakkor maga után vonta a pastukkal való ellenségeskedést is, jóllehet csak két alkalommal (1929-ben és 1992-ben) tettek szert igen rövid ideig tartó egyeduralomra tádzsikok az országban. 1992-től 1996-ig Burhanuddin Rabbani volt Afganisztán elnöke, aki szintén tádzsik volt. A tálib hatalomátvétel után az ENSZ továbbra is őt tekintette az ország törvényes vezetőjének.
Az 1979-es háború kezdetén viszont az afgán tádzsikok rögvest az új, szovjet típusú rendszer célpontjaivá váltak, hisz vagyonuk és befolyásuk miatt erősen kötődtek az előző, monarchikus államhatalomhoz. Ez maga után vonta, hogy számos szovjetellenes tádzsik fegyveres mozgalom jött létre, közülük pedig a leghíresebb Ahmad Sah Masszúdé volt, aki később a tálibok ellen folytatta harcát.
A szovjetek kivonulását követően a tádzsik-pastu ellentétek újból fellángoltak és egy polgárháborúhoz vezettek. Ebben az időben polgárháború dúlt Tádzsikisztánban is, ahonnét több tízezer ember menekült Afganisztánba.
Az 1996-ban hatalomra kerülő tálibok, akik elsősorban pastu nemzetiségűek, elnyomták a tádzsik nemzetiséget. Jellemzően a tálibokkal továbbra is dacoló Északi Szövetség is jobbára tádzsikokat tömörített, őket követte az üzbég és hazara nemzetiség a formáción belül. A szövetség fő frakciója is, az Iszlám Társaság tagsága tádzsik többségű volt.
A tálibok 1998-ban, Mazár-e Sarifban nagy vérengzést rendeztek a tádzsikok között. Ezt megelőzően, 1996-ban Kabulban követtek el véres bűntetteket és egyéb törvénytelenségeket az Északi Szövetség emberei, ami miatt a lakosság később felszabadítóként üdvözölte a bevonuló tálibokat.
Az afgán tádzsikoknak a 2001-ben kezdődő amerikai támadás során fontos szerepük volt a tálibok legyőzésében, ám az Egyesült Államok támogatása nélkül kérdéses volt az önmagában elérhető siker, lévén az Északi Szövetséget is gyengítették a tádzsikok, hazarák és üzbégek közötti ellentétek.
A tálibok bukását követően a tádzsikok ismét jelentős, de nem kizárólagos pozícióba kerültek Afganisztán vezetésében. Ezt példázza, hogy az akkor hatalomra került Hámid Karzai is pastu nemzetiségűként állt az ország élén.
A pastuk és tádzsikok közötti ellentétek továbbra sem tompultak: az amerikai kivonulásig is állandó harcok folytak közöttük és jellemző volt a kölcsönös diszkrimináció. 2002-ben is a tádzsikok mintegy 20 ezer pastut (valamint üzbég nemzetiségűeket is) üldöztek el délre az északi területekről.
A tálib rezsim 2021-es visszatérése ismét a pastu egyeduralom visszatértét jelentette. A jelenlegi parlamentben is csupán 2 tádzsik képviselő kapott mindössze mandátumot. Ezenfelül a tádzsik területek zömét a tálib hatalom ellenőrzése alatt tartja (ellentétben még az Északi Szövetség sokkal jelentősebb méretű területektől tartotta távol a tálibokat), s egyedül a tádzsik lakosú Pandzsír-völgy ellenállása tartja magát napjainkban is.

## Nyelvük
Az afgán tádzsikok nem a Tádzsikisztánban használt nyelvet beszélik, hanem a dari nyelvet, amelyet nem értek orosz vagy török hatások, közelebb áll az iráni perzsához, továbbá ezt beszélik más afganisztáni nemzetiségek is, mint a hazarák vagy a pastuk is jobbára. Csupán az északkeleti hegyvidékek tádzsik nyelvjárása mondható közelinek a tádzsikisztáni nyelvhez, s előfordulnak benne orosz illetve üzbég jövevényszavak.

## Vallás
Az afgán tádzsikok, ahogy tádzsikisztáni honfitársaik is többnyire a szunni iszlám követői. Az északkeleti hegyvidékeken síita vallásúak is élnek.
A tálibokkal való ellenségeskedés ellenére az afgán tádzsikok vezetői is iszlamista nézeteket vallanak és támogatják a szaría alkalmazását a törvénykezésben. Fontos megjegyezni, hogy a különböző muszlim országok, melyek a szaríát használják jogrendjükben, igen-igen eltérően értelmezik azt,[forrás?] s a tádzsikok által alkotott elképzelés ezen módról messzemenően eltér attól, amit a pastu tálibok alkalmaznak Afganisztánban.

## Társadalom
Az afgán tádzsik társadalmi struktúra alapja (miként Tádzsikisztánban is) a falu, a család vagy egy tágabb közösség, a főleg rokonokat tömörítő klán. A falusi közösségeket még ma is gyakran a zamindárok irányítják, akik hajdan a földbirtokosi réteghez tartoztak. A véneknek sosem volt vezető szerepük, mint mondjuk a pastu törzseknél, legfeljebb csak néhány hegyvidéki közösségben. A kiterjedt származás sem fontos, ahogy a pastuknál, ellentétben a családdal vagy közösséggel.
Nagy szerepe van a regionális identitásnak, ezért sok tádzsik sokszor előbb az adott régióhoz tartozóként határozza meg magát és csak utána tádzsiknak, ezért össznemzeti kötődésük eléggé laza.
Ma ugyan elég szétszórtan élnek tádzsikok Afganisztánban, de társadalmuknak fő összetartóereje már hosszú-hosszú idők óta a pastukkal való ellenségeskedés. E két népet az ország hányattatott történelme során állandó versengés jellemezte az Afganisztán feletti egyeduralomért. A pastuk a tádzsikokat mindig is alárendeltjeikként kezelték, míg a tádzsikok minél több és több hatalmi befolyás szerzésére törekedtek és törekednek ma is.
A tádzsikok között sem ritka a belviszály, ami megmutatkozott a szovjet megszállók ellen küzdő tádzsik hadurak kapcsolatában, de akár az amerikai megszállás kezdetekor, amit a tálibok próbáltak is kihasználni (egyezségre törekedni egy-egy tádzsik vezetővel az oszd meg és uralkodj elv alapján).